# Leucadio Solombrini
Leucadio Solombrini (Forlì, ... – ...; fl. XV-XVI secolo) è stato un pittore e ceramista italiano di scuola forlivese, vissuto tra la fine del XV secolo e l'inizio del XVI, la cui fama raggiunse il re Francesco I di Francia, che lo chiamò presso la propria corte, ad Amboise.
Eleucadio o Leucadio Solombrini, o anche Leocadio Solombrino, è un esponente di quell'arte della ceramica che a Forlì vanta antichissime tradizioni, tanto che la città stessa è stata anche conosciuta come Figline.

## Biografia
Figlio del maestro d'arte Berto Solombrino, anch'egli ceramista e padrone di bottega, già da giovane produsse "alcuni splendidi piatti e coppe con storie mitologiche e religiose, firmandoli accuratamente". Gli archivi contengono, successivi a questi primi anni, numerosi contratti e pagamenti per sue opere.
Divenuto famoso anche a livello internazionale, fu chiamato ad Amboise dal re Francesco I di Francia, per aprirvi una bottega di produzione di maioliche.

## Opere

### Caramica
- Piatto Alessandro e Rossana, Museo del Louvre, Parigi[2]
- Piatto dalle dimensioni di 2,1 x 23,5 cm, Metropolitan Museum of Art, New York[3]
- Piatto dalle dimensioni di 12,1 x 36,5 cm, Metropolitan Museum of Art, New York[4]
- Piatto Ritorno dalla Terra promessa, Musei civici, Pesaro[5]

### Pittura
- Affresco con la Beata Vergine del Rosario e i Misteri nella Chiesa parrocchiale di Monte Sasso, sopra Mercato Saraceno[collegamento interrotto]